# Gereon Kudella
Gereon Kudella ist ein deutscher Journalist.

## Werdegang
Er stieg 1993 als Redakteur bei der Zeitschrift Der Metzgermeister : Deutscher Fleischer-Kurier ein, zu deren Chefredakteur er im Oktober 2000 wurde. In dieser Position war er der Nachfolger und Vorgänger von Gerhard Fassmann (1996–2000, 2009 bis zur Einstellung).
Seitdem schreibt er unter anderem seit Ausgabe 4/2011 als freier Mitarbeiter für das VentureCapital Magazin. Dort setzt er sich bevorzugt mit Fallstudien über Start-ups, Ausgründungen aus der Hochschule und der Finanzierung in der frühen Phase auseinander.